# Roger Bernardico
Luis Roger Bernardico (23 maggio 1935 – 27 dicembre 2013) è stato un calciatore uruguaiano, di ruolo portiere.

## Carriera

### Club
Giocò sempre nel campionato uruguaiano.

### Nazionale
Con la maglia della Nazionale ha collezionato nove presenze.